# اندیس ت
ت یک اندیس  است که در حوالی شهر کبیرکوه استان ایلام قرار دارد   